# Egoizam
Egoizam (lat. ego – „ja“) je stanje prevelike samovažnosti, samoljublja i uzdizanja sebe. 
Egocentričnost je promatranje svega iz svoje perspektive. To je težnja pojedinca da sve stvari usmerava prema sebi, poimajući sebe kao „središte svemira“, svoje ja kao jedinu stvarnost, a sve ostalo u odnosu na sebe.
Egoizam često prate kompleks više vrednosti, mesijanski kompleks i kompleks Boga.